# El impostor
El impostor és una pel·lícula argentina de comèdia dramàtica de 1997 dirigida per Alejandro Maci inicialment escrita per María Luisa Bemberg, segons el conte El impostor de Silvina Ocampo i en col·laboració amb Jorge Goldenberg. És protagonitzada per Antonio Birabent, Walter Quiroz, Belén Blanco i Norman Briski. Va ser filmada parcialment al llarg d'uns cinc mesos en l'estada La Rica situada a 10 quilòmetres de Chivilcoy. Es va estrenar el 22 de maig de 1997.
El impostor es va incloure en el volum Autobiografía de Irene, un dels primers publicats de l'autora.

## Sinopsi
Preocupats per un jove que s'ha aïllat en el camp dels seus pares en la desolació de la Pampa, els seus pares envien a un noi, de la seva mateixa edat amb l'excusa d'estudiar els ocells de la regió.

## Repartiment
- Antonio Birabent
- Walter Quiroz
- Belén Blanco
- Norman Briski
- Mónica Galán
- Marilú Marini
- Beatriz Matar
- Erasmo Olivera
- Eduardo Pavlovsky
- Carlos Roffe

## Producció
El productor Oscar Kramer va assenyalar que tant Nicola Piovani (l'italià que va ser l'últim músic de Federico Fellini) com el llorejat fotògraf argentí radicat a París Ricardo Aronovich van acceptar participar del film, desinteressant-se de la suma de la retribució que percebrien.
El projecte havia estat iniciat per María Luisa Bemberg, que quan Rosita Zemborain, neboda de Silvina Ocampo, li va acostar el conte es va entusiasmar amb ajudar a revelar a aquesta escriptora injustament postergada i al saber que per una malaltia terminal no podria concretar-ho va escollir Alejandro Maci per fer-se càrrec d'aquest.
El director Alejandro Maci, un diplomat de la Facultat de Filosofia i Lletres i enamorat del cinema, s'havia acostat a Bemberg quan ella començava a preparar Yo, la peor de todas, es va convertir en segon assistent en aquest film i primer assistent en De eso no se habla.
Els participants van contar que en una presa del film s'adverteix una gerra de taronges estratègicament situada que és un recurs per a lluïment del director de fotografia, Ricardo Aronovich, qui es va entossudir en què les taronges s'espremessin amb cullera i Birabent va rematar l'anècdota: "Va caldre acceptar-ho perquè es tracta d'un conte fantàstic".

## Comentaris
Eduardo Rojas a la revista La Vereda de Enfrente va escriure:
| « | «El Impostor, segons Ocampo, és el territori del somni, mai se sabrà la veritat, mai hi haurà un lloc segur per al lector…aquesta alternativa, la volàtil felicitat de la lectura, és el que té la creació artística d'aventura…Maci va filmar una versió del doble en adaptar l'original de Silvina Ocampo. Però el seu “un altre jo” procedeix a l'inrevés: és paradoxalment, una impostura de signe diferent al del títol, un doble que anul·la i empobreix l'original…la pel·lícula no ofereix riscos, sinó certeses.» | » |

Lucila Nirenstein a Sin Cortes va dir:
| « | «La primera hora és veritablement tediosa. L'obra es nota irresoluta….solament resulta suportable per la magnífica tasca del camerògraf» | » |

Manrupe i Portela escriuen:
| « | «Adaptació morosa…i el retorn al país de Ricardo Aronovich amb una excel·lent fotografia.» | » |

## Premis i nominacions
Asociación de Cronistas Cinematográficos de la Argentina, Premis Cóndor de Plata 1998
- Nominada al Premi a la Millor Òpera Prima
- María Luisa Bemberg, Jorge Goldenberg i

Alejandro Maci nominats al Premi al Millor Guió Adaptat.
- Ricardo Aronovich nominat al Premi a la Millor Fotografia.
- Nicola Piovani nominat al Premi a la Millor Música.
- Emilio Basaldua nominat al Premi a la Millor Direcció Artística/Escenografia

Festival de Cinema de l'Havana 1997.
- Emilio Basaldúa guanyador del Premi a la Millor Direcció d'Art.
- Ricardo Aronovich, guanyador del Premi a la Millor Fotografia
- Alejandro Maci, guanyador del segon Premi Gran Coral.